# Mestaruussarja 1954
La Mestaruussarja 1954 fu la quarantacinquesima edizione della massima serie del campionato finlandese di calcio, la ventiquattresima come Mestaruussarja. Il campionato, con il formato a girone unico e composto da dieci squadre, venne vinto dal Pyrkivä Turku.

## Squadre partecipanti
| Club          | Città       | Stagione 1953                      |
| ------------- | ----------- | ---------------------------------- |
| Haka          | Valkeakoski | 4º posto in Mestaruussarja         |
| HJK           | Helsinki    | 6º posto in Mestaruussarja         |
| Jäntevä       | Kotka       | 2º posto in Mestaruussarja         |
| KIF           | Helsinki    | 7º posto in Mestaruussarja         |
| KPT Kuopio    | Kuopio      | 1º posto in Suomensarja Itälohko   |
| KTP           | Kotka       | 8º posto in Mestaruussarja         |
| KuPS          | Kuopio      | 3º posto in Mestaruussarja         |
| Pyrkivä Turku | Turku       | 5º posto in Mestaruussarja         |
| TuTo          | Turku       | 1º posto in Suomensarja Länsilohko |
| VIFK          | Vaasa       | Campione di Finlandia              |

## Classifica finale
|  | Pos. | Squadra       | Pt | G  | V  | N | P  | GF | GS | DR  |
|  | ---- | ------------- | -- | -- | -- | - | -- | -- | -- | --- |
|  | 1.   | Pyrkivä Turku | 26 | 18 | 10 | 6 | 2  | 42 | 20 | +22 |
|  | 2.   | KuPS          | 22 | 18 | 8  | 6 | 4  | 38 | 23 | +15 |
|  | 3.   | HJK           | 22 | 18 | 9  | 4 | 5  | 31 | 18 | +13 |
|  | 4.   | VIFK          | 20 | 18 | 8  | 4 | 6  | 28 | 26 | +2  |
|  | 5.   | TuTo          | 18 | 18 | 7  | 4 | 7  | 35 | 28 | +7  |
|  | 6.   | KTP           | 18 | 18 | 8  | 2 | 8  | 25 | 26 | -1  |
|  | 7.   | KIF           | 18 | 18 | 6  | 6 | 6  | 20 | 25 | -5  |
|  | 8.   | Haka          | 17 | 18 | 4  | 9 | 5  | 21 | 29 | -8  |
|  | 9.   | Jäntevä       | 11 | 18 | 3  | 5 | 10 | 20 | 41 | -21 |
|  | 10.  | KPT Kuopio    | 8  | 18 | 2  | 4 | 12 | 19 | 43 | -24 |

Legenda:
      Campione di Finlandia
      Retrocesse in Suomensarja
Note:
Due punti a vittoria, uno a pareggio, zero a sconfitta.